# Futbolniy Klub Spartak (Kostroma)
O Futbolniy Klub Spartak (Kostroma) (em russo: футбольный клуб "Спартак Кострома", transliterado para Futbol'niy klub "Spartak" Kostroma) é um clube de futebol russo, sediado em Kostroma.
Atualmente, disputa a Terceira Divisão do Campeonato Russo.

## História
O Spartak Kostroma foi fundado em 1959, alterou seu nome em 6 oportunidades. e manteve o nome até o fim da URSS. É um clube que alternava entre idas e vindas no extinto Campeonato Soviético de Futebol. Sem nunca ter jogado a primeira divisão do Campeonato Soviético, a equipe disputou a segunda divisão em 2 oportunidades, em 1981 e 1982.

## Estádio

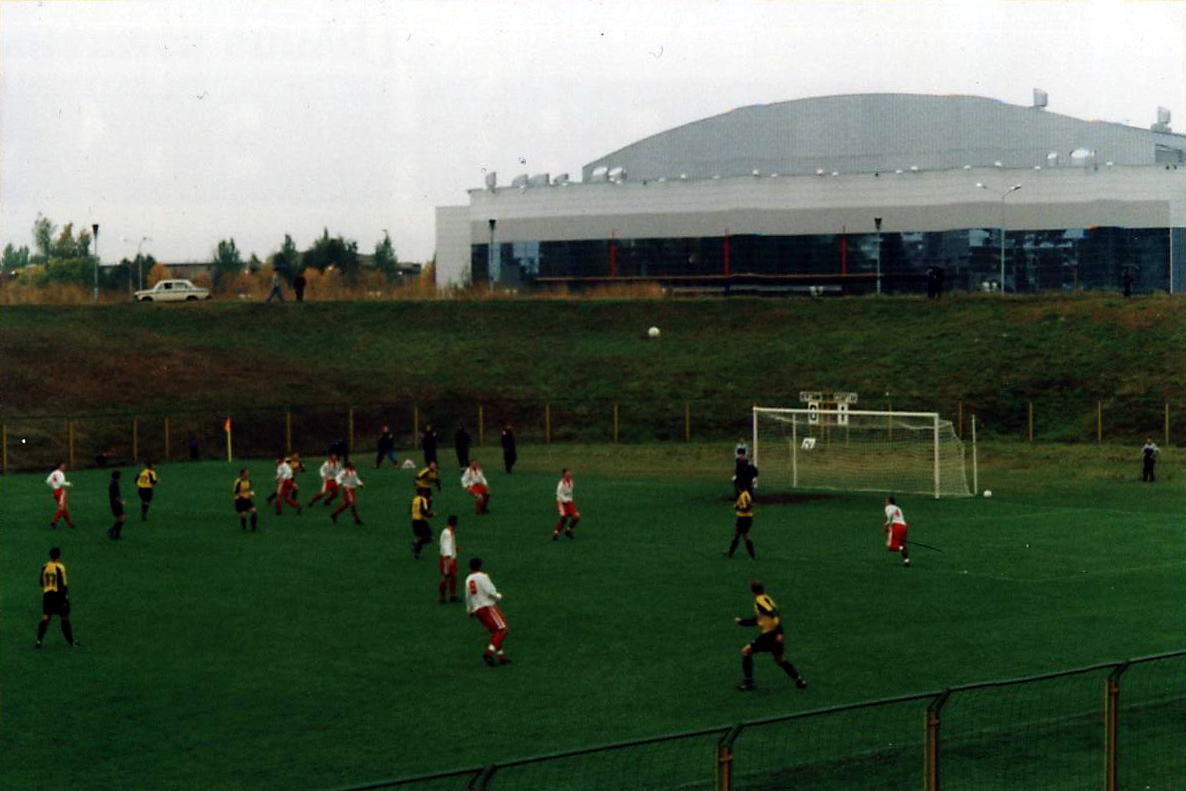
Urozhan Stadium, em 2001.

Seu estádio é o Urozhay Stadium, que possui capacidade para 3.000 lugares.

## Elenco
Nota: Bandeiras indicam equipe nacional, conforme definido pelas regras de elegibilidade da FIFA. Os jogadores podem ter mais de uma nacionalidade não-FIFA.
| N.º |        | Posição | Jogador             |
| --- | ------ | ------- | ------------------- |
|     | Rússia | G       | Pavel Sergeyev      |
|     | Rússia | G       | Azamat Shogenov     |
|     | Rússia | D       | Ivan Kostylev       |
|     | Rússia | D       | Aleksandr Kryuchkov |
|     | Rússia | D       | Valeri Sorokin      |
|     | Rússia | D       | Pavel Yakovlev      |
|     | Rússia | M       | Dmitriy Abyzov      |
|     | Rússia | M       | Dmitriy Kalabukhov  |
|     | Rússia | M       | Mikhail Khmara      |
|     | Rússia | M       | Yevgeniy Khudobko   |

| N.º |        | Posição | Jogador                |
| --- | ------ | ------- | ---------------------- |
|     | Rússia | M       | Vladislav Kratnov      |
|     | Rússia | M       | Levan Latsuzbaya       |
|     | Rússia | M       | Shakhban Magomedaliyev |
|     | Rússia | M       | Nikolai Marayev        |
|     | Rússia | M       | Ivan Pogrebnyak        |
|     | Rússia | M       | Maksim Sidorov         |
|     | Rússia | A       | Maksim Nesterov        |
|     | Rússia | A       | Nikolay Vdovichenko    |
|     | Rússia | A       | Aleksei Vlasov         |
|     | Rússia | A       | Mikhail Yakovlev       |